# Sheikh Ahmed Reda
Sheikh Ahmed Reda (1872-1953) (الشيخ أحمد رضا) est un écrivain libanais et des plus importants érudits de la littérature arabe et en linguistique.

## Biographie
Ahmed Reda né dans la ville de Nabatieh, (aujourd'hui au Liban), dans l'Empire ottoman. Il soutient le roi Fayçal et l'idée d'une Grande Syrie, et participe à la révolte arabe contre l'Empire Ottoman pendant la Première Guerre mondiale. Écrivain, poète et linguiste, il est membre de l'Académie Arabe des Sciences de Damas, et ainsi considéré comme l'un des plus grands écrivains de cette Grande Syrie.
Il est l'un des trois réformateurs, avec Mohammed Jaber al-Safa et Soleimane Daher, qui ont lancé un mouvement scientifique et social au Jabal Amel. Ils créent un important rassemblement d'intellectuels pour éradiquer l'analphabétisme dans la région par des fondations et des associations. Ce mouvement fait partie de la Nahda, la renaissance arabe. Reda passera deux mois dans la prison de Aley.
Sheikh Ahmed Reda a écrit “Matn al-lugha”, premier dictionnaire en langue arabe depuis “Lisan al-Arab”, datant du XIIIe siècle. L'érudit égyptien Ahmad Amine le décrit comme étant le "plus grand écrivant du Levant, et le plus grand linguiste du monde arabe". Il est l'oncle de Hassan Kamel Al-Sabbah, un célèbre scientifique, ainsi que l'arrière-grand-père du général Hicham Jaber.